# Lovesong (Lied)
Lovesong ist ein Lied der deutschen Singer-Songwriterin Madeline Juno aus dem Jahr 2023. Das Stück ist die dritte Singleauskopplung aus ihrem sechsten Studioalbum Nur zu Besuch.

## Entstehung und Artwork
Das Lied wurde von der Interpretin selbst, gemeinsam mit dem Berliner Musiker Joschka Bender und dem Koblenzer Sänger Wieland Stahnecker (Blinker), geschrieben. Bender zeichnete darüber hinaus auch für die Aufnahme, Instrumentierung, Produktion und Programmierung verantwortlich. Für die Instrumentierung spielte er dabei die Gitarre und das Keyboard ein. Darüber hinaus wurde Alex Sprave für das Schlagzeug engagiert. Blinker arbeitete bereits mit Juno für ihr vorangegangenes Studioalbum Besser kann ich es nicht erklären (2022) zusammen. Bender ist bereits seit Beginn von Junos Karriere im Jahr 2013 festes Mitglied ihrer Liveband und an diversen Produktionen, in verschiedenen Funktionen, beteiligt. Abgemischt wurde das Lied durch den Berliner Toningenieur Dennis Keil. Das Mastering erfolgte durch HP Mastering Hamburg, unter der Leitung des Studioinhabers Hans-Philipp Graf.
Auf dem Frontcover der Single ist Juno auf einem Hocker sitzend vor einem beigen Hintergrund zu sehen. Sie hat ihre Haare hochgebunden und trägt dazu schwarze Stiefeletten, eine beige Anzughose sowie ein schwarz-transparentes Oberteil. Juno hat zurückgelehnt auf dem Hocker Platz genommen und hält sich an der Sitzfläche fest, während sie ihren Blick auf den Boden gerichtet hat. Die Fotografie stammt von Ben Wolf, der in der Vergangenheit bereits öfter als Fotograf und Regisseur für Juno engagiert wurde, so als Regisseur von Solange wir fahren (2022) oder auch Ich sterbe zuerst (2023). Für das Artwork war Max Binski verantwortlich.

## Veröffentlichung und Promotion
Die Erstveröffentlichung von Lovesong erfolgte als Single am 28. Juli 2023. Diese erschien als digitaler Einzeltrack zum Download und Streaming durch Embassy of Music. Der Vertrieb erfolgte durch Tonpool, verlegt wurde das Lied durch BMG Rights Management und Universal Music Publishing. Am 26. Januar 2024 erschien das Lied als Teil von Junos sechstem Studioalbum Nur zu Besuch (Katalognummer: 770550), dessen dritte Singleauskopplung es ist.

## Inhalt
| „Dеnk nicht, das wär ein Lovesong (hah-ah-ah). In dem du auch noch vorkommst (hah-ah-ah-ah). Dеnn wer so wenig gibt, nur twistet und biegt. Hat keine vier Akkorde verdient. Was ist das für ein Komplex? (hah-ah-ah). Du musst denken, dass du Gott bist (hah-ah-ah-ah). So manipulativ, verdrehst, was ich fühl’. Vier Akkorde wär’n noch einer zu viel (einer zu viel).“ – Refrain, Originalauszug | Anders als die englischsprachige Titelbezeichnung „Lovesong“ (englisch für „Liebeslied“), ist der Liedtext in deutscher Sprache verfasst und stammt von der Interpretin selbst sowie Joschka Bender und Blinker. Alle Texter komponierten zugleich die Musik in der Tonart f-Moll mit 138 Schläge pro Minute. Musikalisch bewegt sich das Lied im Bereich der Popmusik, stilistisch im Bereich des Indie-Pop. Inhaltlich handelt das Stück von einer Abfuhr gegenüber einem Typen, der immer wieder auftaucht, aber nie bleibt und nur an sich denkt. Anstatt das er sich bindet und über Gefühle spricht („Er könnte beispielsweise lern'n, über Gefühle zu reden“), taucht er immer wieder nur sporadisch auf („Er ist zufällig in der Gegend. Es passt ihm gut, wenn wir uns heute wiedersehen“), während er sich in seiner Abwesenheit parallel mit weiteren Frauen trifft („Dafür am Wochenende noch drei andre Frauen“). Diese Vorgehensweise beschreibt Juno als „Perl’ntauchen“, ein Begriff der oft als süffisant-chauvinistische Bezeichnung für Frauen Verwendung findet. Darüber hinaus besingt sie, dass er sich nichts auf sein Aussehen einbilden solle, da er schließlich nicht Timothée Chalamet sei und sie warne andere Frauen vor ihm, in dem sie ihn irgendwo in ihrem Buch zwischen „Werwolf“ und dem „Crucio-Fluch“ (ein Harry-Potter-Fluch, der als Foltermethode benutzt wird, da er enorme Schmerzen verursacht) erwähne. |

Aufgebaut ist das Lied aus zwei Strophen und einem Refrain. Es beginnt mit der ersten Strophe, die sich aus zwölf Zeilen zusammensetzt. An diese schließt sich der Refrain an, der als Achtzeiler verfasst wurde. Der gleiche Aufbau wiederholt sich mit der zweiten Strophe, nur das diese auch lediglich acht Zeilen umfasst. Nach dem zweiten Refrain setzt als musikalisches Zwischenspiel eine vierzeilige Bridge ein, ehe das Lied mit dem dritten Refrain endet.

## Musikvideo
Das Musikvideo zu Lovesong feierte seine Premiere am 27. Juli 2023 auf der Videoplattform YouTube. Dieses lässt sich in zwei Abschnitte gliedern, die immer wieder im Wechsel zu sehen sind. Zum einen zeigt es Juno, die das Lied singt. Zum anderen zeigt es einen jüngeren Mann, der zunächst ein Buch von Charles Bukowski liest, viel Zeit am Handy verbringt und aus einer Supermantasse trinkt. Im Laufe des Videos hat dieser mehrere Therapiestunden beim Psychologen, während er zunächst selbstbewusst ist, ändert sich dies von Stunde zu Stunde. Gegen Ende greift er zu Alkohol und sieht vor sich Juno anstatt seinen Therapeuten. Das Video endet mit einer Nahaufnahme von Juno als Therapeutin. Die Gesamtlänge des Videos beträgt 3:03 Minuten. Regie führte Juno selbst, zusammen mit Ben Wolf. Es ist nach Ich sterbe zuerst (März 2023) und Murphy’s Law (Mai 2023) bereits das dritte gemeinsam Video der beiden. Bis April 2025 zählte das Musikvideo über 250 Tausend Aufrufe bei YouTube.

## Mitwirkende
| Liedproduktion - Joschka Bender: Gitarre, Keyboard, Komposition, Liedtext, Musikproduktion, Programmierung, Tonaufnahme - Hans-Philipp Graf: Mastering - Madeline Juno: Gesang, Komposition, Liedtext - Dennis Keil: Abmischung - Alex Sprave: Schlagzeug - Wieland Stahnecker (Blinker): Komposition, Liedtext Visualisierung (Cover) - Max Binski: Artwork - Ben Wolf: Fotografie | Unternehmen - BMG Rights Management: Musikverlag - Embassy of Music: Musiklabel - HP Mastering Hamburg: Tonstudio - Tonpool: Vertrieb - Universal Music Publishing: Musikverlag Musikvideo - Paula Bethge: Haare, Schminke - Janos Geng: Farbkorrektur, Schnitt - Madeline Juno: Regie - Ben Wolf: Kamera, Regie |

## Rezensionen
Hendrik Müller von Plattentests.de vergab fünf von zehn Punkten für das Album Nur zu Besuch. Laut dem Rezensenten gebe sich Juno in Lovesong spritzig, inspiriert und angriffslustig – musikalisch wie auch textlich. Das Lied beziehe seinen „Drive“ vor allem aus einem munter aufspielenden und äußerst gelungenen Refrain, während Zeilen wie „Ganz by the way / Du bist nicht Timothée Chalamet“ das lyrische Spannungsfeld zwischen Coolness und Cringe umfassend ausloten würden.
Das Online-Magazin Neon Ghosts betitelte Lovesong als Anti-Liebeslied sowie eine mega lässige Pop-Abfuhr.
Die Rezensentin vom Musikblog musikblog.de ist der Meinung, dass das Album ein paar Sahnehäubchen bereit halte, ein großer Teil der Platte jedoch knietief in Klischees versinke und das sowohl textlich als auch musikalisch. Lovesong beschrieb sie dabei als nicht so platt, wie sein Titel vermuten lasse. Vielmehr sei dieses Liebeslied eine bitterböse Abrechnung, bei der Juno dem ehemals Angebeteten nicht mal vier Akkorde gönne. Obwohl sie textlich hart ins Gericht gehe, höre man dies der Musik keinesfalls an.
Mia Milan vom Tonspion ist der Meinung, dass Nur zu Besuch die neue Lebensphase mit lässiger Selbstironie, scharfkantigen Texten und fluoreszierendem Pop für die nächste Gefühlslawine und gegen nie enden wollende Growing Pains vertone. Sie ist der Meinung, dass in Lovesong eine Popabfuhr hätte wohl kaum direkter und cooler wirken können.